# زرد لیمویی
زرد لیمویی (Icterine) یک رنگ مایل به زرد، زرد یرقانی و یا دارای نشانه‌های رنگ زرد است. این واژۀ از یونان باستان ikteros (یرقان) از طریق لاتین ictericus مشتق شده است. این رنگ به عنوان صفت در نام پرندگان با پرهای زرد برای توصیف ظاهر آنها از جمله سسک درختی لیمویی و بوبر یرقانی استفاده می‌شود. 